# Pidhirne, Starokosteantîniv
Pidhirne (în ucraineană Підгірне) este un sat în comuna Mîroliubne din raionul Starokosteantîniv, regiunea Hmelnîțkîi, Ucraina.

## Demografie
Componența lingvistică a localității Pidhirne
     Ucraineană (98,12%)
     Rusă (1,88%)
Conform recensământului din 2001, majoritatea populației localității Pidhirne era vorbitoare de ucraineană (98,12%), existând în minoritate și vorbitori de rusă (1,88%).